# Giovanni di Gravina
Giovanni di Gravina, o Giovanni d'Angiò  o anche Giovanni di Durazzo (1294 – Napoli, 5 aprile 1336), fu conte di Gravina e di Albe dal 1315 e duca di Durazzo dal 1332, fino alla morte, principe di Acaia dal 1318 al 1333 e signore del Regno d'Albania.
Era figlio cadetto di Carlo II di Napoli (1254 – 1309) e di Maria Arpad di Ungheria (1257 – 1303).

## Biografia
Il 3 settembre 1313 fu nominato capitano generale della Calabria. Nel 1315 succedette al fratello Pietro (1292 – 1315), morto nella battaglia di Montecatini (29 agosto), nel contado di Gravina.
Rimasta vedova di Luigi di Borgogna (1297 – 1316) Matilde di Hainaut (1293 – 1331), principessa di Acaia, Filippo I d'Angiò la fece rapire e trasferire a Napoli nel 1318, obbligandola a sposare il fratello Giovanni, affinché la sovranità sull'Acaia rimanesse nella famiglia angioina. Il matrimonio fu celebrato nel marzo di quell'anno, ma Matilde si rifiutò di cedere i suoi diritti sul principato di Acaia. Tre anni dopo, nel 1321, esso fu annullato in quanto rato e non consumato (la coppia non aveva avuto figli). Tuttavia, poiché Matilde aveva segretamente sposato Ugo de La Palice, secondo l'impegno preso dalla madre Isabella secondo il quale le figlie titolari del principato di Acaia non avrebbero potuto contrarre matrimonio senza il consenso del sovrano di Napoli, il principato rimase a Giovanni di Gravina.
Nel 1325 Giovanni condusse una spedizione militare finanziata dagli Acciaiuoli, per recuperare l'Acaia, il cui principato nel frattempo era stato ridotto in estensione. Ristabilì la sua autorità nelle isole di Cefalonia e Zante ma non riuscì a togliere all'Impero bizantino Skorta.
Nel 1332 Filippo I di Taranto morì e gli succedette il figlio Roberto di Taranto, che divenne il nuovo sovrano di Acaia. Non volendo giurare fedeltà al nipote, Giovanni accondiscese a lasciare a quest'ultimo l'Acaia in cambio dei diritti che lo stesso Roberto vantava sul Regno d'Albania e di un prestito di 5.000 once d'oro raccolte da Niccolo Acciaiuoli. Assunse quindi il titolo di duca di Durazzo.

## Matrimonio e discendenza
Dopo l'annullamento del matrimonio con Matilde di Hainaut, il 14 novembre 1321 Giovanni sposò Agnese del Périgord (†1345), figlia di Elia VII, conte di Périgord e di Brunissende de Foix, dalla quale ebbe:
- Carlo (1323 – 1348), conte di Gravina e duca di Durazzo;
- Luigi (1324 – 1364), conte di Gravina e successivamente anche duca di Durazzo, padre di Carlo III di Napoli;
- Roberto (1326 – 1356), dal cui matrimonio con Maria des Baux, nacque un figlio, Luigi, da cui discenderebbe una linea dinastica diramatasi in Russia e detta Durassov, cui nel 1911 sia dal re di Spagna Alfonso XIII che dal re d'Italia Vittorio Emanuele III di Savoia e quindi nel 1914 dal College of Arms di Londra ed infine dall'Almanacco di Gotha nel 1915, 1919 e 1936, fu riconosciuto lo status di Casa Reale con il titolo di principi reali d'Angiò, duchi di Durazzo, conti di Gravina e di Alba, signori dell'Onore di Monte Sant'Angelo;
- Stefano di Durazzo (1328 – 1380), trasferitosi come crociato in Portogallo, ove partecipò a fianco del cugino Alfonso IV del Portogallo alla battaglia del rio Salado contro i saraceni.

## Ascendenza
|                       |                    |                                    | Genitori                  |  |  | Nonni |  |  | Bisnonni              |  |  | Trisnonni             |  |
|                       |                    |                                    |                           |  |  |       |  |  | Luigi VIII di Francia |  |  | Filippo II di Francia |  |
|                       |                    |                                    |                           |  |  |       |  |  | Luigi VIII di Francia |  |  | Filippo II di Francia |  |
|                       |                    | Isabella di Hainaut                |                           |  |  |       |  |  | Luigi VIII di Francia |  |  |                       |  |
| Carlo I d'Angiò       |                    |                                    |                           |  |  |       |  |  | Luigi VIII di Francia |  |  |                       |  |
|                       |                    | Bianca di Castiglia                | Alfonso VIII di Castiglia |  |  |       |  |  |                       |  |  |                       |  |
|                       |                    | Bianca di Castiglia                | Alfonso VIII di Castiglia |  |  |       |  |  |                       |  |  |                       |  |
|                       |                    | Bianca di Castiglia                | Eleonora d'Inghilterra    |  |  |       |  |  |                       |  |  |                       |  |
| Carlo II d'Angiò      |                    | Bianca di Castiglia                |                           |  |  |       |  |  |                       |  |  |                       |  |
|                       |                    | Raimondo Berengario IV di Provenza | Alfonso II di Provenza    |  |  |       |  |  |                       |  |  |                       |  |
|                       |                    | Raimondo Berengario IV di Provenza | Alfonso II di Provenza    |  |  |       |  |  |                       |  |  |                       |  |
|                       |                    | Raimondo Berengario IV di Provenza | Garsenda di Provenza      |  |  |       |  |  |                       |  |  |                       |  |
| Beatrice di Provenza  |                    | Raimondo Berengario IV di Provenza |                           |  |  |       |  |  |                       |  |  |                       |  |
|                       |                    | Beatrice di Savoia                 | Tommaso I di Savoia       |  |  |       |  |  |                       |  |  |                       |  |
|                       |                    | Beatrice di Savoia                 | Tommaso I di Savoia       |  |  |       |  |  |                       |  |  |                       |  |
|                       |                    | Beatrice di Savoia                 | Margherita di Ginevra     |  |  |       |  |  |                       |  |  |                       |  |
| Giovanni di Gravina   |                    | Beatrice di Savoia                 |                           |  |  |       |  |  |                       |  |  |                       |  |
|                       | Béla IV d'Ungheria | Andrea II d'Ungheria               |                           |  |  |       |  |  |                       |  |  |                       |  |
|                       | Béla IV d'Ungheria | Andrea II d'Ungheria               |                           |  |  |       |  |  |                       |  |  |                       |  |
|                       | Béla IV d'Ungheria | Gertrude di Merania                |                           |  |  |       |  |  |                       |  |  |                       |  |
| Stefano V d'Ungheria  | Béla IV d'Ungheria |                                    |                           |  |  |       |  |  |                       |  |  |                       |  |
|                       |                    | Maria Lascaris di Nicea            | Teodoro I Lascaris        |  |  |       |  |  |                       |  |  |                       |  |
|                       |                    | Maria Lascaris di Nicea            | Teodoro I Lascaris        |  |  |       |  |  |                       |  |  |                       |  |
|                       |                    | Maria Lascaris di Nicea            | Anna Comnena Angelina     |  |  |       |  |  |                       |  |  |                       |  |
| Maria d'Ungheria      |                    | Maria Lascaris di Nicea            |                           |  |  |       |  |  |                       |  |  |                       |  |
|                       |                    | …                                  | …                         |  |  |       |  |  |                       |  |  |                       |  |
|                       |                    | …                                  | …                         |  |  |       |  |  |                       |  |  |                       |  |
|                       |                    | …                                  | …                         |  |  |       |  |  |                       |  |  |                       |  |
| Elisabetta dei Cumani |                    | …                                  |                           |  |  |       |  |  |                       |  |  |                       |  |
|                       |                    | …                                  | …                         |  |  |       |  |  |                       |  |  |                       |  |
|                       |                    | …                                  | …                         |  |  |       |  |  |                       |  |  |                       |  |
|                       |                    | …                                  | …                         |  |  |       |  |  |                       |  |  |                       |  |
|                       |                    | …                                  |                           |  |  |       |  |  |                       |  |  |                       |  |